# ليوتيخيدس
ليوتيخيدس هو ملك إسبرطة من العائلة اليوروبونتية بين عامي 491-476 ق م.
يذكر هيرودوتس أنه سليل ثيوبومبوس من ابنه الأصغر أناكساندريداس، وفي عام 491 ق م خلف ديماراتوس، وقد نجح في تحديه على العرش بمساعدة كليومينس. لعب دورا في حملة كليومينس الثانية على أجانيطس والتي أخذوا منها عشرة رهائن وسلموها للأثينيين؛ فرد عليه الأجانيطيون بعد ذلك، واستطاع بالكاد أن يهرب من الوقوع في يد أهل الجزيرة بعد موت كليومينس.
في ربيع العام 479 ق م كان في قيادة أسطول إغريقي من 110 سفينة، وانطلق في البداية نحو أجانيطس ومن ثم نحو ديلوس. وفي أغسطس هاجم المعقل الفارسي في ميكالي على ساحل آسيا الصغرى في مقابل جزيرة ساموس، وأنزل هزيمة ساحقة بجيش المشاة وأبيد الأسطول الذي أنزل على الشاطئ. وبعدها بوقت قصير عاد إلى موطنه مع البيلوبونيسيين وترك الأثينيين يقيمون حصارا على سيستوس. وفي عام 476 ق م قاد جيش ثيساليا ليعاقب شعب أليواداي في لاريسا على المساعدة التي قدموها للفرس ولتقوية النفوذ الإسبرطي في شمال اليونان. وبعد سلسلة من المعارك الناجحة تلقى رشوة من العدو لكي ينسحب. وبسبب هذا تم تقديمه للمحاكمة في إسبرطة، واختبأ في معبد أثينا أليا في تيغيا لكي يهرب بحياته.
تم تنفيذ حكم النفي عليه وسوي بيته إلى الأرض وخلفه حفيده أرخيداموس الثاني، ووفقا لتاريخ ديودورس فقد حكم ليوتيخيدس لاثنين وعشرين سنة بينما حكم أرخيداموس لاثنين وأربعين. ومجموع الفترتين هو أربع وستون عاما، وهو ما يمكننا التأكد من صحته، فما بين ارتقاء ليوتيخيدس إلى العرش عام 491 ق م وموت أرخيداموس عام 427 ق م. وعلى هذا الأساس فإن نفي ليوتيخيدس يقع في عام 469 ق م ووقعت الحملة الثيسالية في السنة السابقة. ولكن ديودورس ليس متسقا مع نفسه في رواياته؛ فهو يقول أن موت ليوتيخيدس كان حوالي العام 476 – 475 ق م ويقول أن موت أرخيداموس كان حوالي العام 434 – 433 ق م، رغم انه يقدمه في السنة التالية على رأس الجيش البيلوبونيسي. وأكثر من هذا فهو يقول بوضوح أن ليوتيخيدس عاش اثنين وعشرين سنة بعد توليه العرش. وربما تكون هذه السنوات الفترة المنقضية بين نفيه وموته. وفي هذه الحالة فإن ليوتيخيدس قد مات عام 469 ق م وربما تكون السنة 476 – 475 هي التي انتهى فيها حكمه وليست حياته. ومما نعرفه عن الوضع السياسي بشكل عام، فهذا التاريخ يبدو محتملا أكثر من التاريخ الأحدث للحملة الثيسالية. وضع الباحث كارل يوليوس بيلوخ نظرية بان الحملة حدثت عام 476 ق م وأن المحاكمة والنفي حدثا عام 469 ق م، وهي ليست مقبولة كثيرا.